# بيل إكس بي-76
بيل إكس بي-76 هي نموذج لطائرة مقاتلة ذات محرك احادي بنتها شركة بيل للطائرات الأمريكية، في عام 1942 أبان الحرب العالمية الثانية.

## التصنيع
في 26 فبراير 1941 عقد السلاح الجوي الأمريكي عقداً مع شركة بيل للطائرات والتي كان من المقرر أن تجري تحسين كبيراً على سلسلة P-39D. نظرا لوجود عدد من التغييرات المقترحة. وتم اقترح بيل إكس بي-76 لأداء على ارتفاعات عالية من خلال دمج جناح جديد وأكثر سمكا مع الجنيح متناظرة.وقد زاد الجناحين إلى 35 قدم 10 في (10.9 م) والمنطقة إلى 236 قدم مربع (21.9 متر مربع)، و الجناح سمكا مما يتيح زيادة في سعة الوقود إلى 150 غالون (568 لتر).